# Hospital de San Juan Bautista (Astorga)
El Hospital de San Juan Bautista de Astorga está situado junto a la catedral. Su origen es muy antiguo pues existió esta institución desde los tiempos del reinado de Fernando II de León. Tras sufrir diversos avatares se conservó al menos el solar, algún vestigio del siglo XII y parte de su reconstrucción del siglo XVIII. El complejo actual pertenece al Cabildo Catedralicio y lo regentan las Hermanas de la Caridad. En el complejo hay una residencia para ancianos con una capacidad de 140 personas. Se halla también una iglesia.
En 2015, en la aprobación por la Unesco de la ampliación del Camino de Santiago en España a «Caminos de Santiago de Compostela: Camino francés y Caminos del Norte de España», España envió como documentación un «Inventario Retrospectivo - Elementos Asociados» (Retrospective Inventory - Associated Components) en el que en el n.º 1719 figura el hospital de San Juan.

## Historia
Se conoce parte de la historia del antiguo hospital gracias a los documentos de donaciones —especialmente una donación hecha por el rey Fernando II— y a otros del siglo XIV y centurias siguientes en donde se mencionan los bienes que le pertenecían. No existe documentación propia porque se guardaba en el archivo de la catedral que fue destruido en el siglo XIX. Sin embargo esos documentos sobre donaciones del rey Fernando II hacen pensar que el hospital de peregrinos existía ya al menos desde el siglo XII.
El edificio antiguo se destruyó en un incendio ocurrido en 1756. Se reedificó después y quedó construido en 1776, a expensas del obispo Francisco Javier Sánchez Cabezón, añadiendo al conjunto una casa-botica. La puerta de entrada se conserva; es una puerta neoclásica que tiene una hornacina con la estatua del santo y un gran escudo de linaje del obispo citado, más dos escudos catedralicios. Tuvo como hospital cuatro grandes salas para enfermos, dos de medicina general y dos de cirugía. 
En 1885 las Hermanas de la Caridad se hicieron cargo del hospital de enfermos, añadiendo poco después la actividad docente de niños párvulos. En 1979 se hizo un reajuste de estas dos competencias.